# Stenospermation nebulense
Stenospermation nebulense är en kallaväxtart som beskrevs av George Sydney Bunting. Stenospermation nebulense ingår i släktet Stenospermation och familjen kallaväxter. Inga underarter finns listade.